# Alberto Rodríguez Rodríguez
Alberto Rodríguez Rodríguez (Santa Cruz de Tenerife, 11 de diciembre de 1981) es un político español, técnico superior de Química ambiental de formación, y también conocido por su labor como activista social. Entre 2016 y 2021 fue diputado por Santa Cruz de Tenerife en el Congreso de los Diputados.
En octubre de 2022 participó en el lanzamiento de Proyecto Drago. Actualmente es presidente de Drago Canarias, partido político que surgió de esta iniciativa.

## Biografía
Hijo de una maestra y un electricista, nació en el barrio obrero de Ofra, en Santa Cruz de Tenerife, donde residió hasta su elección como diputado. Estudió un ciclo superior de Química ambiental y trabajó durante nueve años como operario en la Refinería de Santa Cruz de Tenerife, en la que fue representante sindical como militante de Comisiones Obreras. Estuvo afiliado al Partido Comunista de España y a Izquierda Unida. Estuvo implicado en diferentes movimientos sociales, como el estudiantil (Sindicato de Estudiantes Canario y Comité de Estudiantes), en protestas contra las guerras y en convocatorias por los derechos civiles. Como consecuencia de su activismo, fue detenido en 2012 durante las manifestaciones del 15-M y quedó absuelto. El 13 de enero de 2016 asumió su cargo como diputado de Podemos en el Congreso por la provincia de Santa Cruz de Tenerife para la XI legislatura. Revalidó su escaño por la misma circunscripción en la XII, XIII y XIV legislaturas.
El 5 de junio de 2019 se anunció que sería el nuevo secretario de organización de Podemos en sustitución de Pablo Echenique. El 23 de octubre anunció que abandonaba Podemos.
A finales de 2022 constituyó el Proyecto Drago, una formación política de ámbito canario. Se presentó a las elecciones municipales de 2023, con el objetivo de alcanzar la alcaldía de San Cristóbal de la Laguna. Si bien no consiguió su objetivo, obtuvo dos concejales.
En junio de 2023 se unió a la coalición de Yolanda Díaz, Sumar, para concurrir a las elecciones generales del 23 de julio de 2023 como candidato por Santa Cruz de Tenerife, pero no consiguió ser elegido diputado nacional.

## Atentado a la autoridad e inhabilitación
El 20 de enero de 2021, el Tribunal Supremo imputó a Rodríguez por un presunto delito de atentado contra la autoridad y falta o delito leve de lesiones por unos incidentes ocurridos en 2014. El alto tribunal inició el procedimiento una vez que el Congreso de los Diputados aceptó el suplicatorio solicitado en diciembre de 2020. En octubre de 2021 le condenó por atentado a la autoridad, teniendo que pagar una multa de 540 euros en compensación por evitar la pena privativa de libertad y siendo inhabilitado para el ejercicio de cargo público.
Fue finalmente inhabilitado como diputado el 22 de octubre de 2021, tras unas semanas de polémica entre el Tribunal Supremo y el Congreso de los Diputados. En enero de 2024, el Tribunal Constitucional falló que Rodríguez no debería haber sido condenado a prisión, sino simplemente a una pena pecuniaria, por lo que no debería haber perdido su escaño.

## Polémica por su aspecto
El primer día de la XI legislatura, Alberto Rodríguez acudió al Congreso de los Diputados con un peinado a rastas, barba de varios días y sin traje, hecho que llamó la atención de los medios de comunicación. La vicepresidenta del Congreso, Celia Villalobos, se manifestó al respecto comentando que a ella no le molestaba que un diputado de Podemos llevase rastas: «a mí con que las lleven limpias para que no me peguen un piojo, me parece perfecto». En el mismo sentido se expresó la periodista Pilar Cernuda, al sugerir que provenían «malos olores» de la bancada de Podemos en el Congreso. El entonces número dos de Podemos, Íñigo Errejón, lamentó la falta de respeto con los que se visten o se peinan diferente y añadió que es la corrupción lo que lastra la higiene de un grupo parlamentario.